# Dar al-Manasir

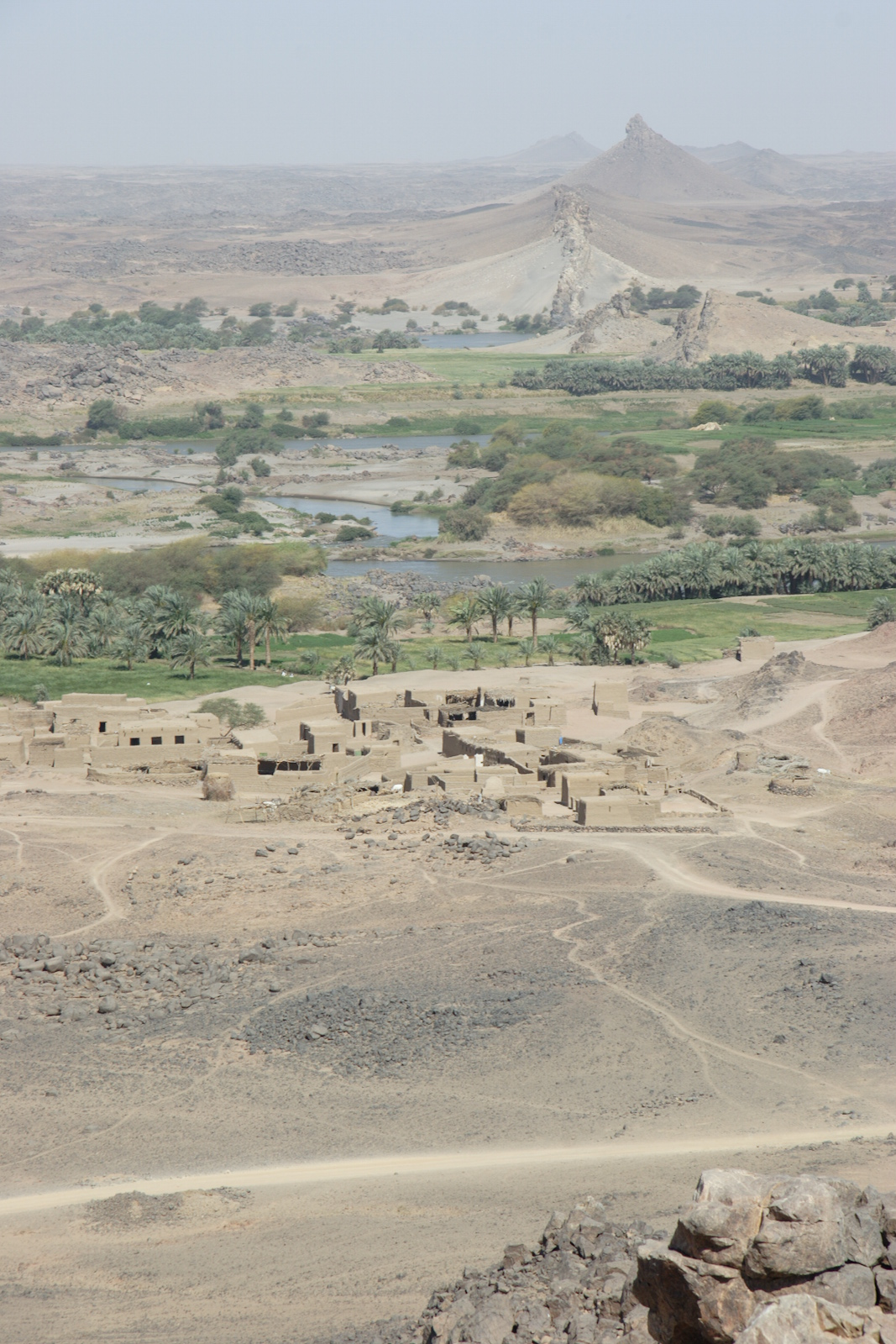
Sicht vom Berg Musa auf Dar al-Manasir. Alle Fotos zeigen das Land vor der Überflutung 2009

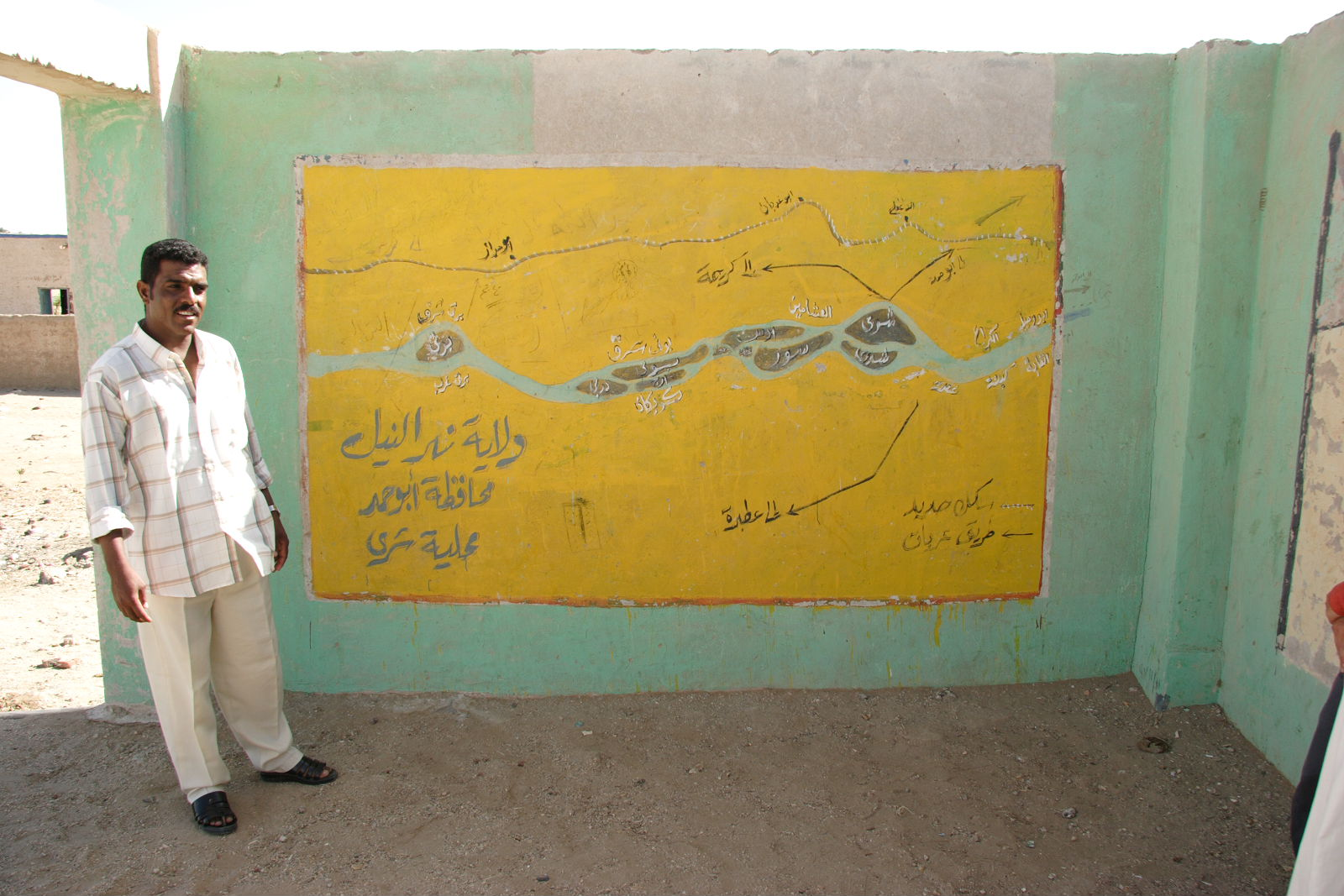
Lokale Karte der Region in Shiri

Dar al-Manasir („Land der Manasir“; arabisch دار المناصير, DMG Dār al-Manāṣīr) ist die Region am vierten Katarakt des Nil im nubischen Norden des Sudan.

## Geographie
Bis zur Überflutung durch den Merowe-Staudamm war der Katarakt das am schwersten passierbare Teilstück des Nil in Nubien. Bewohnt wird das Gebiet von der nubischen Volksgruppe der Manasir, von der es seinen Namen hat. Bis zur Überflutung konnte der Katarakt nicht mit größeren Booten befahren werden. Dar al-Manasir ist nur auf sandigen und steinigen Pisten zu erreichen.
Auf der Höhe der Insel Muqrat ändert der Nil seinen Lauf nach Norden und fließt auf einer Strecke von 280 Kilometer in südsüdwestlicher Richtung, ehe er wieder nach Norden weiterfließt. In der Mitte dieses S-förmigen Verlaufs zwischen der Bayudah-Wüste und der Nubischen Wüste zwangen die zerklüfteten Felsberge des Kataraktes den Nil, sich in verschiedene Seitenarme aufzuteilen und so kleine Inseln zu bilden.
Flussaufwärts lebt um Abu Hamad der Stamm der Rubatab, flussabwärts jenseits des Dorfes Birti leben die Shaiqiyah. Dar al-Manasir erstreckt sich über etwa 130 km entlang des Nil; die meisten Dörfer lagen auf der linken Flussseite, „westliche Seite“ genannt. Das Zentrum von Dar al-Manasir stellten 14 Inseln in der Flussoase dar, von denen zwölf bewohnt waren: al-Qanaweit (القناويت), Shiri (شري), Kidir (كدر), Sherari (شرري), Sur (سور), Us (اوز), Tibit (…), Dumag (دماج), Buni (بوني), Arag (ارج), Dirbi (دربي) und Birti (برتي).
Das Klima ist trocken mit Jahresniederschlägen von bis zu 50 mm in guten Jahren. Die zeitliche und räumliche Verteilung der Niederschläge in der Regenzeit von August bis Oktober variiert stark. Die Regenzeit fällt mit der Flutzeit des Nils zusammen.

## Wirtschaft

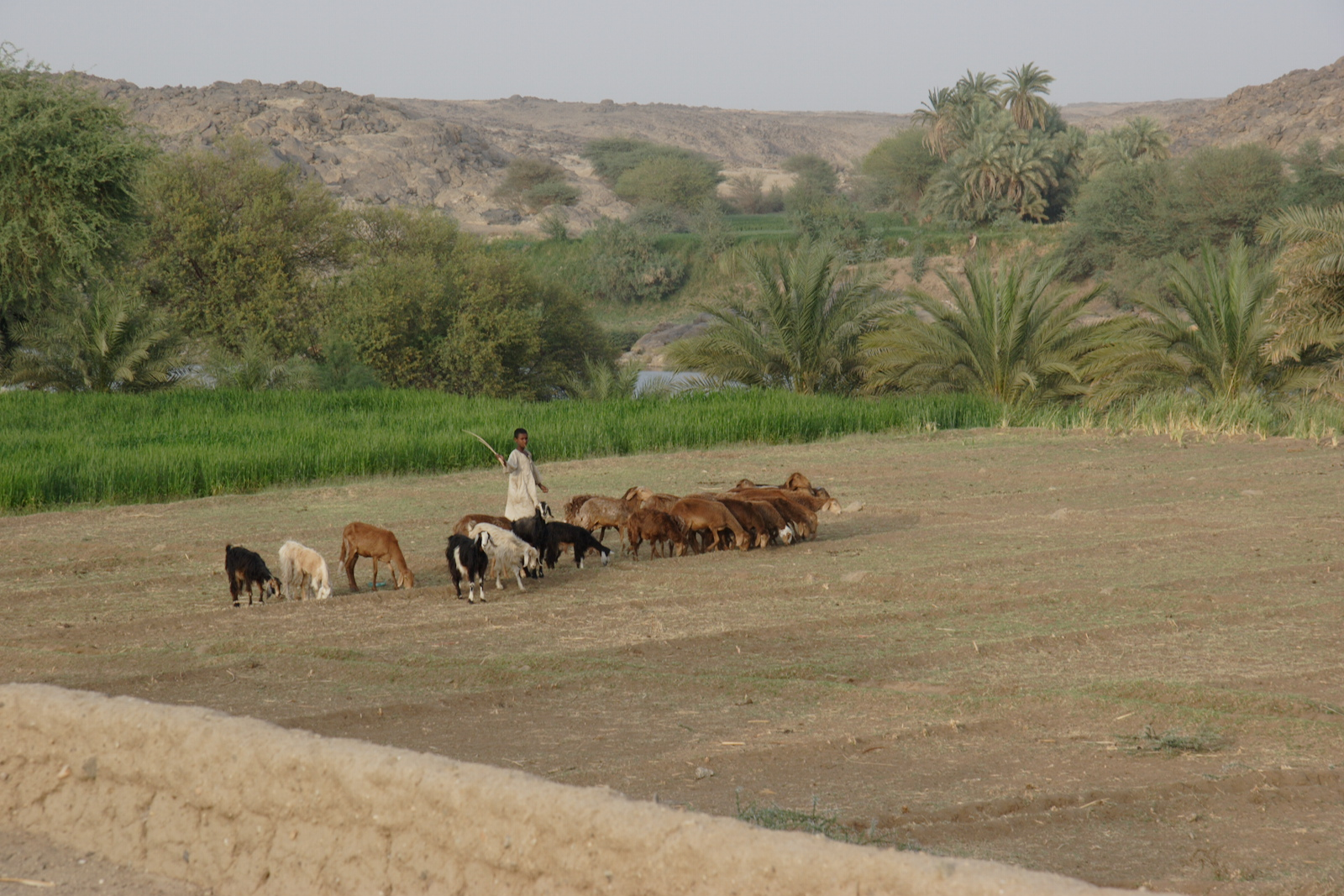
Dattel- und Doumpalmen in Dar al-Manasir

Die Manasir betreiben Landwirtschaft in kleinem Maßstab in der unmittelbaren Nachbarschaft des Nils. Kleine Flächen mit angeschwemmten Sedimenten und jahreszeitlich überflutetes Land werden intensiv bewässert und bebaut. Wichtigstes Verkaufsprodukt der Region sind Datteln. In regenreichen Jahren, wenn dort reichlich Weideland vorhanden ist, gehen viele Manasir-Männer in die angrenzende Bayudah-Wüste.

## Verwaltung
Dar al-Manasir gehört zum Bundesstaat Nahr an-Nil. Zentrum der Verwaltung mit der einzigen örtlichen Polizeistation, einer Filiale der Landwirtschaftsbank und Sekundarschulen für beide Geschlechter ist der Ort Shiri auf der Insel Shiri.
Dar al-Manasir gehört zu den am meisten vernachlässigten Gebieten in Nordsudan; hier gibt es praktisch keine Infrastruktur wie asphaltierte Straßen, Brücken, Fähren oder Krankenhäuser. Der Stausee des Anfang 2009 fertiggestellten Merowe-Staudamms hat Dar al-Manasir mit allen Inseln und Landwirtschaftsflächen überflutet. Die Bewohner wurden umgesiedelt.